# Rui (sit SPA)
Rui (în bulgară Руй, în sârbă Ruj sau Руј, în listele Natura 2000 Ruy) este o arie protejată (arie de protecție specială avifaunistică — SPA) din Bulgaria întinsă pe o suprafață de 17.399,68 ha, integral pe uscat.

## Localizare
Centrul sitului Rui este situat la coordonatele 42°50′05″N 22°35′39″E / 42.834722°N 22.594167°E.

## Înființare
Situl Rui a fost declarat arie de protecție specială avifaunistică în martie 2007.